# Sebastián Saavedra
Sebastián Saavedra (ur. 2 czerwca 1990 roku w Bogocie) – kolumbijski kierowca wyścigowy.

## Kariera
Saavedra rozpoczął karierę w międzynarodowych wyścigach samochodowych w 2006 roku od startów w Światowym Finale Formuły BMW, Formule BMW ADAC oraz w Amerykańskiej Formule BMW. W edycji amerykańskiej z dorobkiem 41 punktów uplasował się tam na jedenastej pozycji w klasyfikacji generalnej. W późniejszych latach Kolumbijczyk pojawiał się także w stawce Formuły São Paulo, Azjatyckiej Formuły BMW, Austriackiej Formuły 3, Niemieckiej Formuły 3, 6 Hours of Bogota, Indy Lights, Indianapolis 500, 24-godzinnego wyścigu Daytona, IndyCar, Grand American Rolex Series oraz United Sports Car Championship.
W IndyCar Kolumbijczyk startuje od 2010 roku. W pierwszym sezonie z dorobkiem 29 punktów uplasował się na 33 pozycji w klasyfikacji generalnej. Rok później był 25. W sezonie 2013 po raz pierwszy ukończył wyścig w czołowej dziesiątce (podczas drugiego wyścigu na torze Detroit Belle Isle Grand Prix). Uzbierane 236 punktów dało mu 21 miejsce w końcowej klasyfikacji kierowców. Na sezon 2014 podpisał kontrakt z ekipą KV Racing Technology.